# SPI
A Serial Peripheral Interface (SPI) egy szinkron soros kommunikációs interfész specifikáció, melyet rövid távú kommunikációhoz használnak, elsősorban a beágyazott rendszerekben. Az interfészt a Motorola fejlesztette ki az 1980-as évek közepén, és de facto szabvánnyá vált. Például a SD (Secure Digital) kártyák és a folyadékkristályos kijelzők alkalmazzák ezt, de az Arduino-s alkalmazásoknál is gyakran felbukkan.
Az SPI eszközök full duplex módban kommunikálnak, a master-slave architektúrák egy mastert tartalmazhatnak. Az SPI egy master, multi-slave kommunikáció. Több slave-eszköz esetén daisy chain konfigurációt vagy többszörös slave-szelekciót kell alkalmaznia (SS).
Az SPI-t néha négyvezetékes soros busznak hívják, ellentétben a három-, két- és egyvezetékes soros buszokkal. Az SPI pontosan leírható szinkron soros interfészként, de különbözik a Synchronous Serial Interface (SSI) protokolltól, amely szintén négyvezetékes szinkron soros kommunikációs protokoll. 
A busz sebessége az eredeti specifikáció szerint 100 kbps volt, ez emelkedett az 1998-as specifikációval 3,4 Mbps-re. Maximális távolsága nagyjából 8 m.

## Az SPI lehetséges portjai
- SCLK: Soros óra (master kimenet).
- MOSI: Master Output Slave Input, vagy Master Out Slave In
- MISO: Master Input Slave Output, vagy Master In Slave Out
- SDIO: Soros adat I/O (kétirányú I/O)
- SS: Slave Select (master kimenet)

## SPI hálózatkonfiguráció
Az SPI hálózat alapvelően két struktúra szerint épülhet fel:

### Független slave konfiguráció
Ebben a struktúrában a master-nek annyi kiválasztó SS (Slave Select) porttal kell rendelkeznie, ahány slave található a hálózatban. Ezek közül mindig csak a kiválasztott slave-vel folytat kétirányú kommunikációt. Mivel a slave-ek MISO kimenetei össze vanna kötve, azoknak három áramszinttel kell rendelkezniük: alacsony, magas, magas impedancia.

### Daisy chain konfiguráció
Ebben az esetben a master által kiadott MOSI jelsor először az első slave MOSI-jára kerül, majd onnan a MISO kimeneten keresztül jut el a következő slave MOSI-jára, és így tovább.

## Az SPI kommunikáció
Az SPI-ben mindig a master kezdeményezi a kommunikációt azzal, hogy a kiválasztott slave felé az SS jel állapotát magasról alacsonyra váltja. Ez után a master által kiadott órajellel a forgalmazás mindkét csatornán egyidejűleg történik, az adatátvitelre alkalmazott regiszterek szinkronban kerülnek feltöltésre, általában a legmagasabb helyiértékekkel kezdve.
A regiszterek feltöltése után azokat tárolja mindkét egység, és ismétli a regisztertöltést az átvitel végéig. A regiszterek leggyakrabban 8 bitesek, de előfordulhat 16 / 12 bites változatuk is.
Az átvitel végeztével a master leállítja az SLCK órajelet és az SS kiválasztót ismét magas állapotba teszi.

## Óra polaritás
Az órajel kezdő polaritása (CPOL) lehet felfutóél-vezérelt (CPHA=0) és lefutóél-vezérelt (CPHA=1) is, úgy, mint ahogy ez a lenti képen követhető:

## Arduino SPI
Az Arduino-boardok támogatják az SPI alkalmazását, ennek a kivezetékezése megvalósítható közvetlenül a pineken is, de egyszerűbb igénybe venni az erre a célra (is) kialakított ICSP-csatlakozót.